# Rossana Nofal
Rossana Nofal es una investigadora y académica argentina. Sus investigaciones se centran en el campo del lenguaje y la cultura y se especializa en literatura latinoamericana. Recibió el Premio Bernardo Houssay a la Investigación en el año 2003.

## Trayectoria profesional
Fue directora del Instituto Interdisciplinario de Estudios Latinoamericanos, del cual es parte de su Comisión de Asesoramiento Técnico, y fue vicedecana electa de la Facultad de Filosofía y Letras de la UNT. También es profesora asociada en la Cátedra de Literatura Latinoamericana de la Facultad de Filosofía y Letras, y directora académica de la Editorial de la Universidad Nacional de Tucumán (EDUNT). Es una de las fundadoras del Grupo Creativo Mandrágora, en Tucumán.
Fue co-coordinadora del Proyecto "La Gravitación de la Memoria: Testimonios literarios, sociales e institucionales de las dictaduras en el Cono Sur", junto a Anna Forné de la Universidad de Gotemburgo. El proyecto se encuadró en el Programa de Intercambio "International Grants for Younger Researchers" de la Fundación Sueca para la Cooperación Internacional en Investigación y Educación Superior (STINT). En 2009, el Gobierno de Tucumán declaró de interés provincial un encuentro de reflexión en torno al Proyecto y encuadrado en el II Workshop Internacional de Investigadores Jóvenes, cuya primera edición se había realizado en Gotemburgo, Suecia, en 2008.

## Publicaciones
Libros
- Literatura e inclusión social: debates, conflictos y propuestas: ¿cómo transformar la hora de lengua y literatura en un aula de literatura?. Coautora. Ministerio de Educación de la Provincia de Tucumán, 2015[8]
- La escritura testimonial en América Latina. Los imaginarios revolucionarios del sur. 1970-1990. Universidad Nacional del Tucumán. Facultad de Filosofía y Letras, 2002[9]

Artículos
- Los domicilios de la memoria en la literatura infantil argentina: un aporte a la discusión. En: Espéculo. Revista de Estudios Literarios. Universidad Complutense de Madrid, 2003[10]
- Operación masacre: la fundación del testimonio. Stockholm Review of Latin American Studies. "Memorias de la represión en Argentina y Uruguay: narrativas, actores e instituciones". Stockholm Review, 2011[11]

Entrevistas
- "La puerta de entrada a la literatura es siempre a partir del juego". Universidad Nacional del Litoral, 2011.[12]